# Pocitos de Catana
Pocitos de Catana är en ort i Mexiko.   Den ligger i kommunen Coyuca de Catalán och delstaten Guerrero, i den södra delen av landet, 220 km sydväst om huvudstaden Mexico City. Pocitos de Catana ligger 426 meter över havet och antalet invånare är 120.
Terrängen runt Pocitos de Catana är kuperad söderut, men norrut är den platt. Terrängen runt Pocitos de Catana sluttar norrut. Runt Pocitos de Catana är det glesbefolkat, med 8 invånare per kvadratkilometer. Närmaste större samhälle är Coyuca de Catalán, 18,4 km öster om Pocitos de Catana. Omgivningarna runt Pocitos de Catana är en mosaik av jordbruksmark och naturlig växtlighet.